# Алекса Ганн
Алекса Ганн-Філліпс, уроджена Ганн (англ. Alexa Hunn) — колишня футболістка жіночої збірної Англії. Ганн грала за «Чарлтон Атлетик». Найбільшим досягненням Ганн було те, що вона представляла свою країну на рівні U16, U18 і на старшому рівні. Під час гри за збірну Англії проти Шотландії на «Вемблі» Ганн забила сольний гол, який пізніше порівнювали з голом Марадони проти збірної Англії в 1986 році. На національному рівні Ганн грала за команду-переможця Кубка Англії Чарлтон Атлетик у фіналі Кубка Англії серед жінок 2005 року.

## Міжнародна кар'єра
У листопаді 2022 року Футбольна асоціація визнала Ганн однією зі старих гравчинь національної збірної Англії та 150-ю гравчинею жіночої статі, яка виступала за збірну Англії.

## Почесті
Чарлтон
- Кубок Англії серед жінок : 2000, 2005 [6]